# Dej
Annan betydelse: Dej, stad i Rumänien.
Dej (dey; arabiska da'i, particip av verbet da'a, "ropa, sammankalla"), egentligen härold, som kallar de rättrogna muslimerna till det heliga kriget, det vill säga till strid mot de otrogna.
Mellan 1671 och 1830 var "dej" benämning på överhuvudet för de janitsjarer som behärskade Alger. Även regenterna i Tunis och Tripolis, vilkas egentliga titel var bej, kallades ofta av européerna dej.